# 180'erne
Århundreder: 1. århundrede – 2. århundrede – 3. århundrede
Årtier: 130'erne 140'erne 150'erne 160'erne 170'erne – 180'erne – 190'erne 200'erne 210'erne 220'erne 230'erne
År: 180 181 182 183 184 185 186 187 188 189

## Begivenheder

### År 180
- Goterne når bredden af Sortehavet.

### År 189
- Viktor 1. bliver pave.

## Personer
- 17. marts - Marcus Aurelius dør